# Jef van Vliet
Jef L.F. van Vliet (Tilburg, 25 juli 1949) is een Nederlands voormalig voetbalscheidsrechter die in de Eredivisie floot. Hij leidde de finale van de strijd om de KNVB beker in het seizoen 1992/93, waarin Ajax met 6-2 won van sc Heerenveen. Van Vliet maakte zijn debuut in de hoogste afdeling op 18 mei 1985 in het duel tussen FC Twente en Haarlem (3-1).
Na zijn actieve loopbaan vervuld hij nog diverse functies binnen het betaald voetbal. Ook is hij 13 jaar docent opleidingen scheidsrechters geweest. Nu begeleid hij als RLO scheidsrechters bij internationale wedstrijden van het Nederlands Elftal en is hij ook nog actief waarnemer BV, tevens ook waarnemer bij jonge  talenten in het amateur voetbal.
Van Vliet is actief in de plaatselijke politiek, het APB, als bestuursvoorzitter, in zijn huidige woonplaats Etten-Leur. Daarnaast is hij ook betrokken bij het jaarlijkse sportgala waar hij juryvoorzitter is. Daarnaast zet hij zich als ambassadeur in voor Oldstar tennis Etten-Leur.

## Interlands
| Datum            | Plaats             | Wedstrijd            | Uitslag | Competitie      | Kreeg geel | Kreeg voor de tweede keer geel en dus rood | Weggestuurd |
| ---------------- | ------------------ | -------------------- | ------- | --------------- | ---------- | ------------------------------------------ | ----------- |
| 14 december 1994 | Chișinău, Moldavië | Moldavië – Duitsland | 0 – 3   | EK-kwalificatie | 0          | 0                                          | 0           |

Bijgewerkt t/m 22 juli 2013